# Chehalem Mountains AVA
Chehalem Mountains AVA (anerkannt seit dem 27. November 2006) ist ein Weinbaugebiet im US-Bundesstaat Oregon. Das Gebiet erstreckt sich über die Verwaltungsgebiete von Clackamas County, Yamhill County und Washington County, die allesamt im Nordwesten Oregons liegen.  Die geschützte Herkunftsbezeichnung ist Teil der übergeordneten  Willamette Valley AVA und erstreckt sich über 32 km von Wilsonville im Südosten bis nach  Forest Grove im Nordwesten. Die Prozedur zur Anerkennung des Gebiets als 15te American Viticultural Area in Oregon begann im Jahr 2001 und wurde im Wesentlichen von David Adelsheim vom Weingut Adelsheim Vineyard unterstützend begleitet.